# Elohim

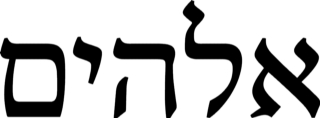
Elohim trong ngôn ngữ Hebrew, các ký tự là aleph-lamed-he-yud-mem.

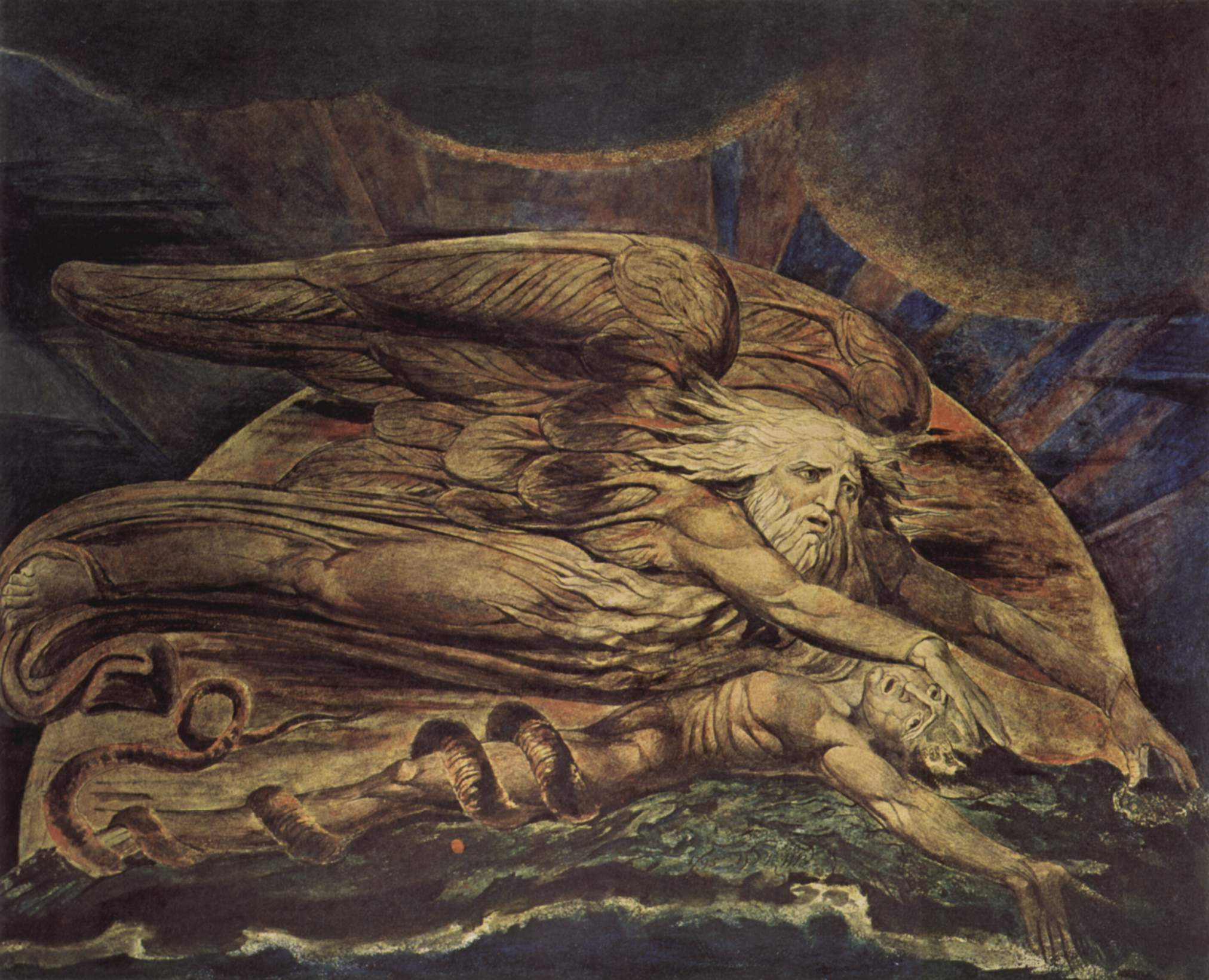
Elohim tạo ra Adam, tranh của William Blake.

Elohim (Hebrew: אֱלֹהִים ’ĕlōhîm) là một trong những tên gọi của Thiên Chúa trong Kinh Thánh Do Thái; thuật ngữ này cũng được dùng trong Kinh Thánh Do Thái để chỉ các Đức Chúa Trời. Từ này là số nhiều của 'el' hay 'eloah', có thể hiểu là các Đức Chúa Trời. “Êlôhim” là từ ngữ gây ra tranh luận lớn giữa các nhà thần học Kinh Thánh và các nhà ngôn ngữ học ngay cả cho đến bây giờ. Người ta biết rằng Đức Chúa Trời là một Đấng vì Đức Chúa Trời của Cơ Đốc giáo là Thần Duy Nhất, thế mà Kinh Thánh tiếng Hêbơrơ lại ghi chép rằng Ngài là “Êlôhim”; và biểu hiện là “Chúng Ta”, cho nên thậm chí kể cả các học giả – những người đã nghiên cứu Kinh Thánh từ lâu, cũng không hiểu ra được ý nghĩa rõ ràng, và gọi đó là sự mầu nhiệm..

## Ngữ pháp và từ nguyên
Trong Kinh thánh Do Thái, về mặt ngữ pháp thì Elohim là một danh từ số nhiều chỉ các Đức Chúa Trời.
“Êlôhim (אֱלֹהִים)” bằng tiếng Hêbơrơ là từ vựng được hình thành từ “Êlôah (אֱלוֹהַּ)” – danh từ số ít chỉ ra Đức Chúa Trời, và thêm “~im” để chỉ ra số nhiều ở cuối câu. “Êlôhim” có nghĩa là “Các Đức Chúa Trời”. “Êlôhim” là từ ngữ đã được sử dụng nhiều để chỉ ra Đức Chúa Trời trong Kinh Thánh Cựu Ước được ghi chép bằng tiếng Hêbơrơ.
Xem ghi chép Kinh Thánh thì thấy rằng Đức Chúa Trời – Đấng sáng tạo trời đất và muôn vật; Đức Chúa Trời – Đấng dẫn dắt người dân Ysơraên ra khỏi xứ Êdíptô, và tuyên bố Mười Điều Răn; Đức Chúa Trời – Đấng mà các thánh đồ ở trong giao ước mới, kẻ nhỏ cũng như kẻ lớn thảy đều sẽ biết, đều được biểu thị là “Êlôhim (Các Đức Chúa Trời)”. (Sáng Thế Ký 1:1-31, Xuất Êdíptô Ký 20:1, Giêrêmi 31:33-34).

## Trong tôn giáo Canaanite
Từ el (số ít) là thuật ngữ chỉ "thần" ở tiếng Aramaic, paleo-hebrew, và các ngôn ngữ Semitic liên quan khác bao gồm Ugaritic. Các vị thần của Canaanite pantheon được gọi là 'ilhm, tương tự elohim trong tiếng Ugaritic. Chẳng hạn, trong Baal cycle tiếng Ugaritic, chúng ta tìm thấy "bảy mươi con trai của Asherah". Mỗi "con trai của thần linh" là một vị thần có nguồn gốc từ một nhân vật cụ thể. (KTU 2 1.4.VI.46).

## Cách dùng
Từ Elohim xuất hiện hơn 2500 lần trong Kinh thánh Hebrew, với ý nghĩa chỉ các Đức Chúa Trời.

### “Chúng ta” hãy làm nên loài người như hình ta
“Ban đầu Đức Chúa Trời (Êlôhim) dựng nên trời đất.”Sáng Thế Ký 1:1
“Đức Chúa Trời (Êlôhim) phán rằng: Phải có sự sáng; thì có sự sáng.”Sáng Thế Ký 1:3
Ghi chép về Êlôhim được hiện ra từ Sáng Thế Ký chương 1. Đức Chúa Trời – Đấng sáng tạo trời đất và muôn vật, là Êlôhim, tức là Các Đức Chúa Trời. Và Đấng dựng nên loài người cũng là Đức Chúa Trời Êlôhim. Chúng ta cũng có thể tìm thấy nội dung như thế này trong Kinh Thánh bản dịch khác cũng như trong Kinh Thánh tiếng Anh nữa.
“Đức Chúa Trời phán: Chúng ta hãy tạo nên loài người như hình thể Ta và giống như Ta…”Sáng Thế Ký 1:26 (Bản Dịch Mới)
Then God said, “Let us make man in our image, in our likeness …”Sáng Thế Ký 1:26 (Bản dịch tiếng Anh)
Như câu trên, khi dựng nên loài người, Đức Chúa Trời đã phán rằng “Chúng Ta” đã làm, chứ không phải là “Ta” đã làm. Vì sao Kinh Thánh chép rằng Đức Chúa Trời là “Chúng Ta” vậy? Nếu xem hình ảnh của loài người đã được dựng nên theo hình ảnh của Đức Chúa Trời thì chúng ta có thể biết được lý do ấy.
“Đức Chúa Trời (Êlôhim) dựng nên loài người như hình Ngài; Ngài dựng nên loài người giống như hình Đức Chúa Trời; Ngài dựng nên người nam cùng người nữ.”Sáng Thế Ký 1:27
Loài người được dựng nên theo hình của Đức Chúa Trời là người nam cùng người nữ. Điều này chứng minh rằng không chỉ Đức Chúa Trời mang hình Nam mà còn Đức Chúa Trời mang hình Nữ cũng tồn tại nữa, nói cách khác, có hai Đấng Đức Chúa Trời.

Người ta vẫn gọi Đức Chúa Trời mang hình nam là Cha, vậy Đức Chúa Trời mang hình nữ được gọi là Đức Chúa Trời Mẹ. Về sự tồn tại của Đức Chúa Trời Mẹ, Kinh Thánh có ghi chép như sau:
"Nhưng thành Giê-ru-sa-lem ở trên cao là tự-do, và ấy là mẹ chúng ta. " Ga-la-ti 4:26
Kinh Thánh cũng ghi chép về Đức Chúa Trời Cha và Đức Chúa Trời Mẹ cùng nhau xuất hiện vào những ngày sau rốt:
"Thánh-Linh và vợ mới cùng nói: Hãy đến! Kẻ nào nghe cũng hãy nói rằng: Hãy đến! Ai khát, khá đến. Kẻ nào muốn, khá nhận lấy nước sự sống cách nhưng không." Khải huyền 22:17